# Chiesa e convento di Sant'Andrea
Il complesso conventuale di Sant'Andrea sorge a mezza costa della collina del Parco di Nocera Inferiore, precisamente sulla pendice meridionale della collina.

## Origine
Fu fondato nel 1563 dal duca Alfonso Carafa e destinato ai cappuccini.

## Storia

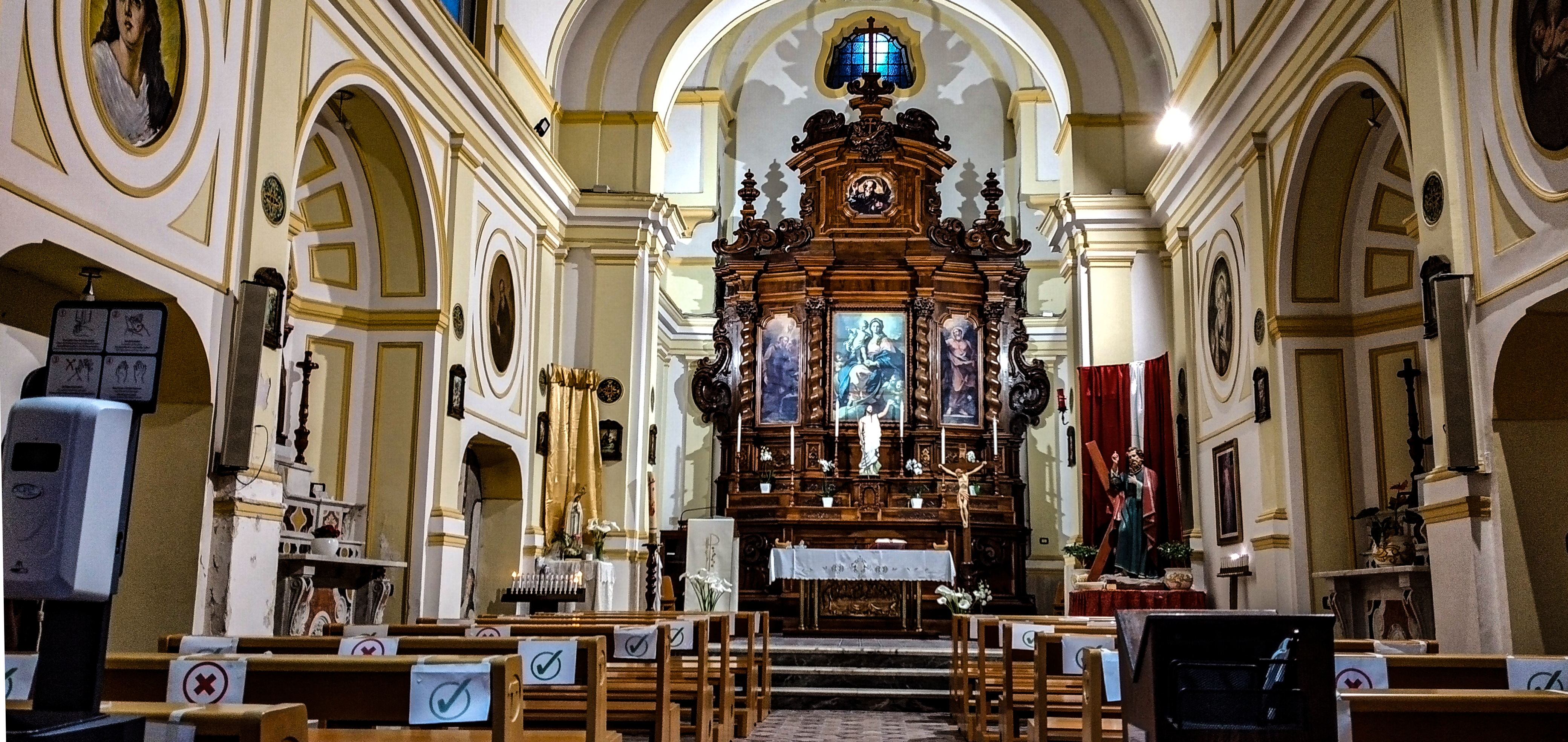
Interno della chiesa di Sant'Andrea

L'edificio, dall'ampia pianta quadrata, conserva i prospetti con le mura che racchiudevano il convento. L'ambiente del refettorio era decorato da dipinti del Celebrano (che oggi sono a Napoli) e nel chiostro sono ancora visibili le colonnine tortili. 
Seriamente danneggiato dall'eruzione del 1631 fu restaurato con il concorso dei cittadini. 
La chiesetta, nota anche per la piccola cupola, a è posta nella parte più eminente, a destra dell'edificio conventuale, con il prospetto che dà verso Nocera Superiore e Cava de' Tirreni. 
All'ingresso è collocata la bella ma deturpata tomba marmorea del benefattore, il duca di Nocera Alfonso Carafa, morto nel 1581, la cui moglie, Giovanna Castriota Scanderbeg, disegna il cappuccio dei cappuccini. Sul monumento funerario del duca è presente lo stemma della famiglia Carafa - Castriota Scanderbeg.
All'interno si conservano ancora il coro ligneo settecentesco, dipinti e varie lastre tombali.

## Galleria d'immagini

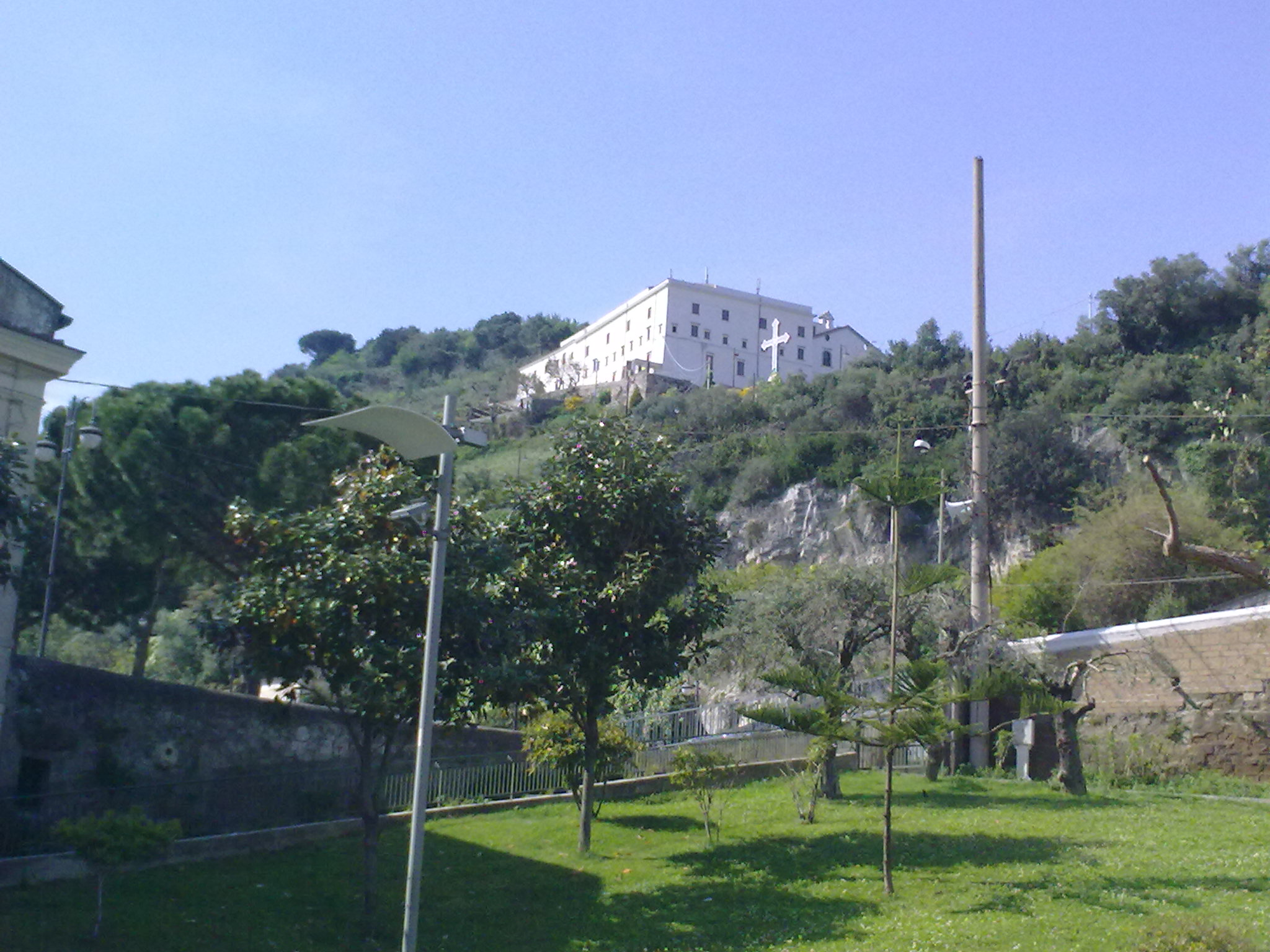
Veduta del convento dal basso
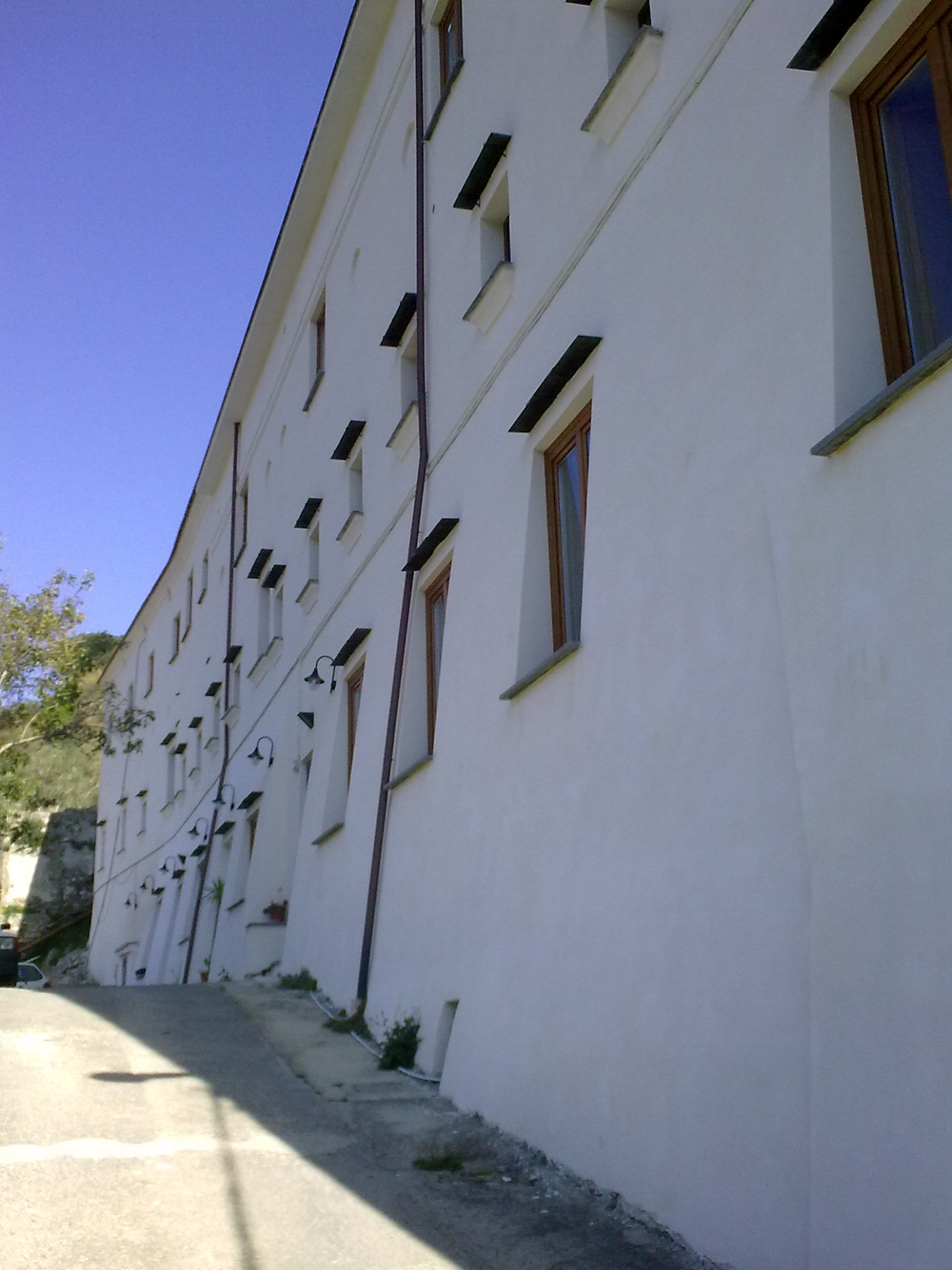
Prospetto del convento
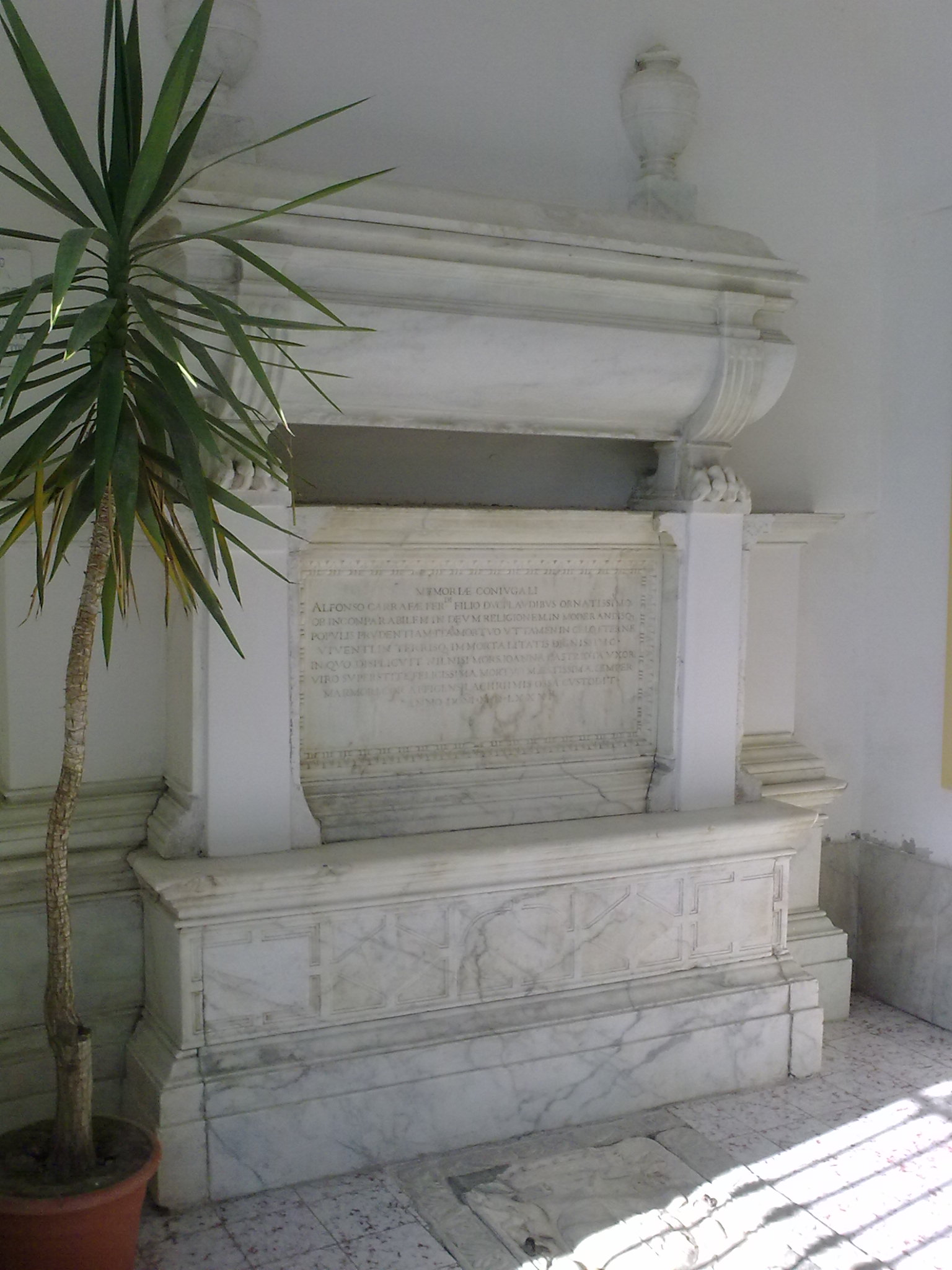
Monumento funerario del duca Carrafa
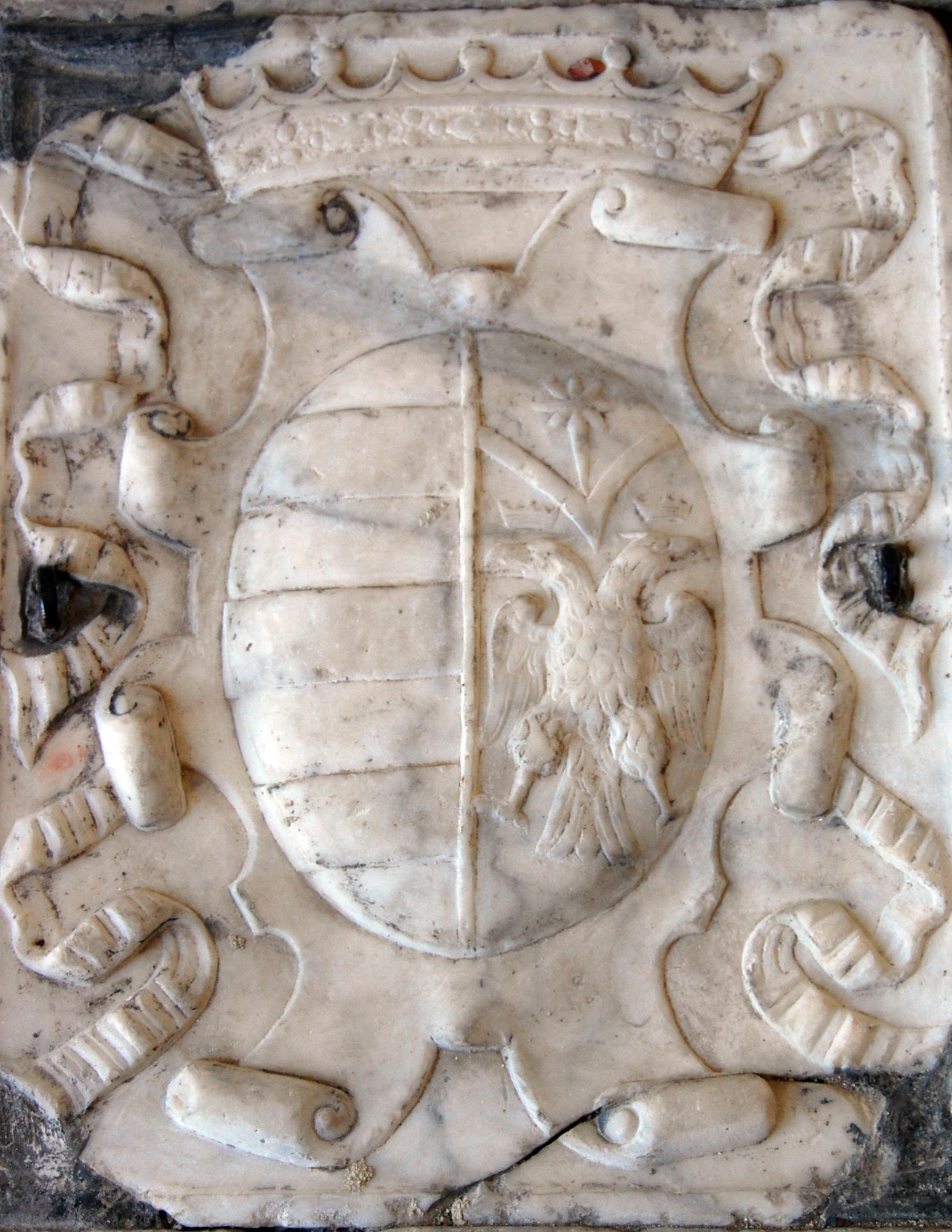
Stemma della famiglia Carafa - Castriota Scanderbeg, fondatrice del convento
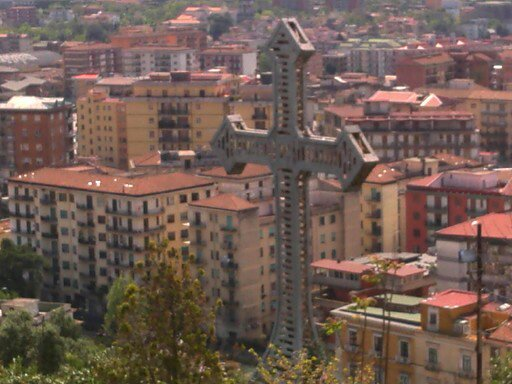
La grande croce antistante al convento
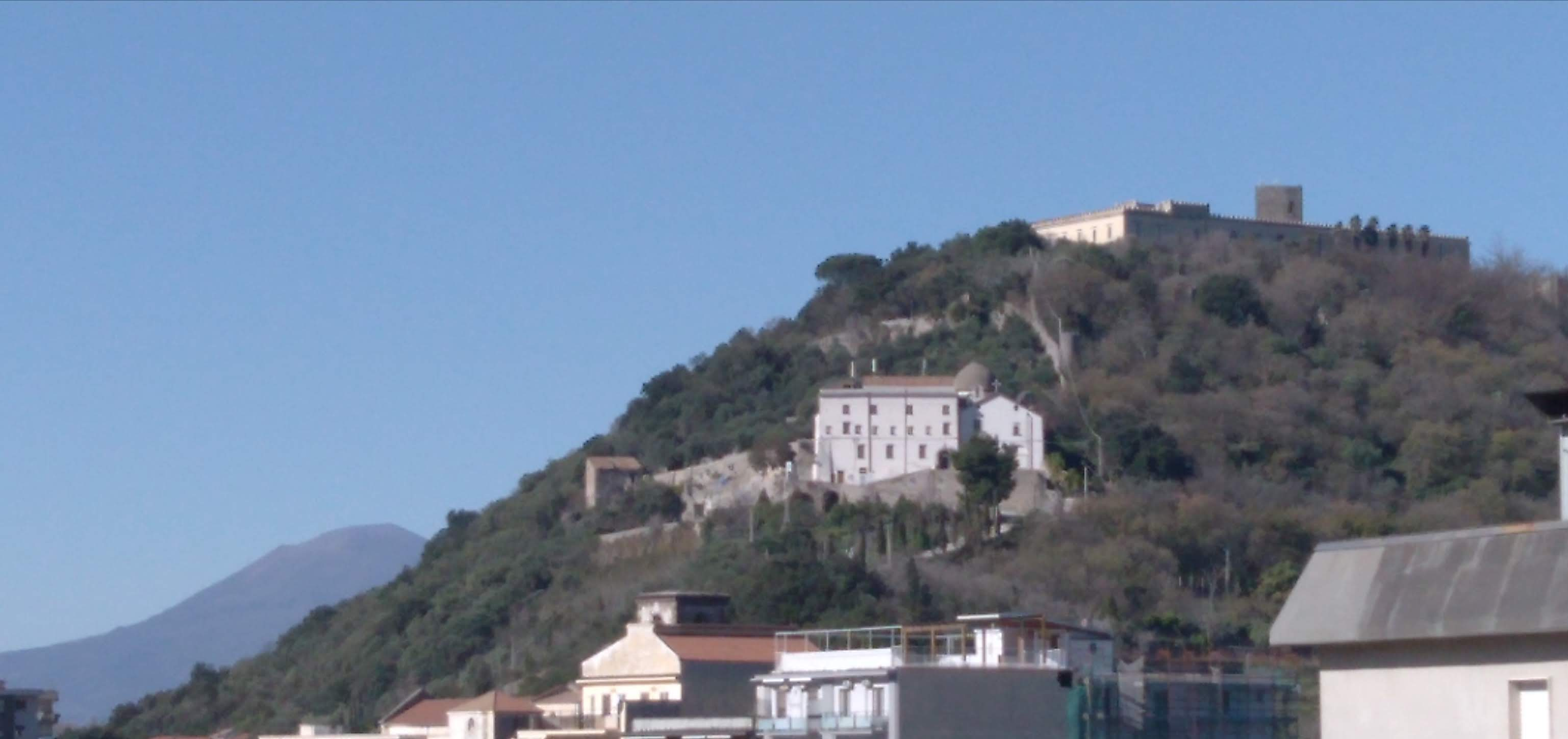
La collina di Sant'Andrea vista dall'Ospedale di Nocera Inferiore